# Erbach (Hessen)
Erbach település Németországban, Hessen tartományban. Lakosainak száma 14 099 fő (2023. december 31.). Erbach Hesseneck és Beerfelden községekkel határos.

## Népesség
A település népességének változása:
| Lakosok száma | 13 630 | 13 666 | 13 818 | 13 977 | 14 099 |
|               | 2017   | 2019   | 2021   | 2022   | 2023   |